# Firebaugh
Firebaugh is een plaats in Fresno County in Californië in de VS.

## Geografie
Firebaugh bevindt zich op 36°51′22″Noord, 120°27′14″West. De totale oppervlakte bedraagt 7,5 km² (2,9 mijl²) waarvan 7,3 km² (2,8 mijl²) land is en 0,2 km² (0,1 mijl²) of 2,75% water is.

## Demografie
Volgens de census van 2000 bedroeg de bevolkingsdichtheid 783,5/km² (2030,6/mijl²) en bedroeg het totale bevolkingsaantal 5743 dat bestond uit:
- 43,60% blanken
- 1,15% zwarten of Afrikaanse Amerikanen
- 1,36% inheemse Amerikanen
- 0,87% Aziaten
- 0,02% mensen afkomstig van eilanden in de Grote Oceaan
- 48,51% andere
- 4,49% twee of meer rassen
- 87,52% Spaans of Latino

Er waren 1418 gezinnen en 1246 families in Firebaugh. De gemiddelde gezinsgrootte bedroeg 4,01.

## Plaatsen in de nabije omgeving
De onderstaande figuur toont nabijgelegen plaatsen in een straal van 40 km rond Firebaugh.